# Alexandre Balachov
Pour les articles homonymes, voir Balachov.
Alexandre Dmitrievitch Balachov (en russe : Александр Дмитриевич Балашов), né le 13 juillet 1770 à Moscou, décédé le 8 mai 1837 à Kronstadt fut général et homme d'État russe. Il fut gouverneur de Revel (aujourd'hui Tallinn) (1800), gouverneur militaire de Moscou, gouverneur de Reval, orthographié aussi Revel (1804), gouverneur militaire de Saint-Pétersbourg du 14 février 1809 au 9 avril 1810, chef de la police de Moscou (1804), chef du Bureau de police de Saint-Pétersbourg (1808), ministre de la Police (1810), membre du Conseil d'État (1810). Franc-maçon, il a appartenu à la loge maçonnique pétersbourgeoise Les Amis Réunis, fondée par le général-major Alexandre Jerebtsov (ru). 

## Biographie
Issu d'une famille de la noblesse russe. À l'âge de six ans, son père, conseiller privé et sénateur, fit enrôler son fils Alexandre dans le Régiment Preobrajensky vers novembre 1781. En 1791, il fut inscrit au Corps des Cadets (établissement militaire préparant les enfants de l'aristocratie à la carrière militaire) avec le grade de page d'honneur. Le 9 septembre 1791, il rejoignit le régiment Izmaïlovski (régiment de la Garde impériale (infanterie) créé le 22 septembre 1730) au grade lieutenant. À partir de 1795, il fut promu lieutenant-colonel dans l'armée régulière. Élevé au grade de colonel en avril 1798, général de division en 1799.
Le 21 janvier 1800, Alexandre Dmitrievitch Balachov fut renvoyé de l'armée, mais, en novembre de la même année, il fut nommé gouverneur général et chef du régiment de la garnison de Tallinn et de Revel. Le 23 septembre 1804, pour des raisons familiales, il démissionna, mais trois mois plus tard il fut nommé au poste de chef de la police de Moscou. En novembre 1807, il devint grand commissaire à la guerre, le 29 mars 1808, il remplaça Fiodor Ertell au poste de chef de bureau de la police de Saint-Pétersbourg, à partir de cette époque, son ascension fut fulgurante.
En février 1809, Alexandre Ier conféra à Alexandre Balachov le grade d'adjudant-général et le nomma gouverneur militaire de Saint-Pétersbourg. En mars 1809, il fut promu lieutenant général. À partir du 1er janvier 1810, il fut admis au nouveau Conseil d'État. En juin de la même année, Alexandre Balachov reçut le portefeuille de ministre de la Police.
En 1812, lors de l'invasion de la Russie par les troupes napoléoniennes, Alexandre Balachov fut présent sur la ligne de front stationnée à Vilnius. Il participa à l'organisation de la milice populaire (en russe : Народное ополчение) et fut membre de la commission extraordinaire chargée de choisir le nouveau commandant en chef de l'armée impériale de Russie.
Après la campagne militaire française en Russie (24 juin 1812 au 12 décembre 1812), Alexandre Balachov fut impliqué dans d'importantes missions diplomatiques. En 1823, il fut nommé général d'infanterie. Entre 1819 et 1828, il servit comme gouverneur général d'Orel, Toula, Riazan, Tambov et Voronej. Le 23 septembre 1834, il démissionna de ses fonctions.

## Décès
Alexandre Dmitrievitch Balachov meurt le 8 mai 1837 sur la route de Cronstadt.